# Annette Peacock
Annette Peacock, née en 1941 à Brooklyn, est une compositrice, arrangeuse, productrice, pianiste et chanteuse américaine.

## Biographie
Annette Coleman naît et grandit dans un milieu aisé, en Californie. Très vite attirée par la musique, elle commence à composer à l'âge de quatre ans.
Au début des années 1960, elle déménage à New York. Là, elle fréquente de nombreux artistes et musiciens. Elle se marie ainsi brièvement avec le contrebassiste Gary Peacock dont elle conserve le nom, collabore avec Dalì et se fait amie du saxophoniste Albert Ayler en qui elle reconnaît un modèle de la figure de l'artiste.
Celle qu'on nomme ensuite Annette Peacock se fait alors connaître d'abord dans le jazz et le jazz expérimental, notamment avec le morceau "I'm The One". Sa voix de velours laisse place par moments à des vocalises brutes, ses mélodies sont entrecoupées de sons discordants et saturés joués au synthétiseur. Elle est une des pionnières dans l'utilisation des synthétiseurs Moog.
Avec le disque X-Dreams en 1978, elle est appelée la Bowie féminine, tant par son côté androgyne que par son rock nuancé, et connaît un succès plus large. Quelques disques suivront de 1979 (The Perfect Realese, autre réussite) à 1980 dans un univers jazz rock pas toujours facile à aborder.
Elle crée son propre label Ironic Records avec lequel elle enregistre quatre albums de 1981 à 1988.
En 2000, elle réapparaît avec un disque alliant le piano, son instrument, avec un quatuor à cordes, salué par la critique, et très proche d'un univers classique et intimiste qu'elle affectionne. Sa voix est unique, son œuvre a inspiré Sidsel Endresen.
Sa musique a souvent été reprise par David Bowie, Busta Rhymes, J-Live (en), Brian Eno, Morcheeba, Pat Metheny, Al Kooper, Mick Ronson.
Elle entretient une relation avec le pianiste Paul Bley.

## Discographie
- 1968 : Revenge (The Bigger The Love The Greater The Hate) (Polydor) (également publié sous le nom de Bley-Peacock Synthetizer Show)[3]
- 1972 : I'm The One, RCA Victor, réédité en édition limitée en 2010 (ironic US)
- 1971 : Dual Unity (Annette Peacock /Paul Bley)
- 1971 : Improvisie (Paul Bley)
- 1978 : Feels Good To Me, Feat. Annette Peacock de Bill Bruford
- 1978 : X-Dreams (Tomato Records)
- 1979 : The Perfect Release (Tomato Records)
- 1981 : Sky-Skating (ironicrecords UK)
- 1982 : Been in the Streets Too Long (ironicrecords), recueil de séances de 1974, 1975, et 1982[3]
- 1986 : I Have No Feelings (ironicrecords)
- 1988 : Abstract Contact (ironicrecords)
- 1997 : Nothing Ever Was, Anyway / The Music of Annette Peacock (ECM)
- 2000 : An Acrobat's Heart, (ECM)
- 2004 : My Mama Never Taught Me How to Cook, The Aura Years 1978-1982 (compilation)
- 2006 : 31:31 (Ironic US)
- 2006 : Just For The Kick, lyrics & vocal Feat. Annette Peacock de Coldcut, (ninjatune)
- 2014 : I Belong to a World That’s Destroying Itself (aka Revenge), ironicrecords